# Calcinate

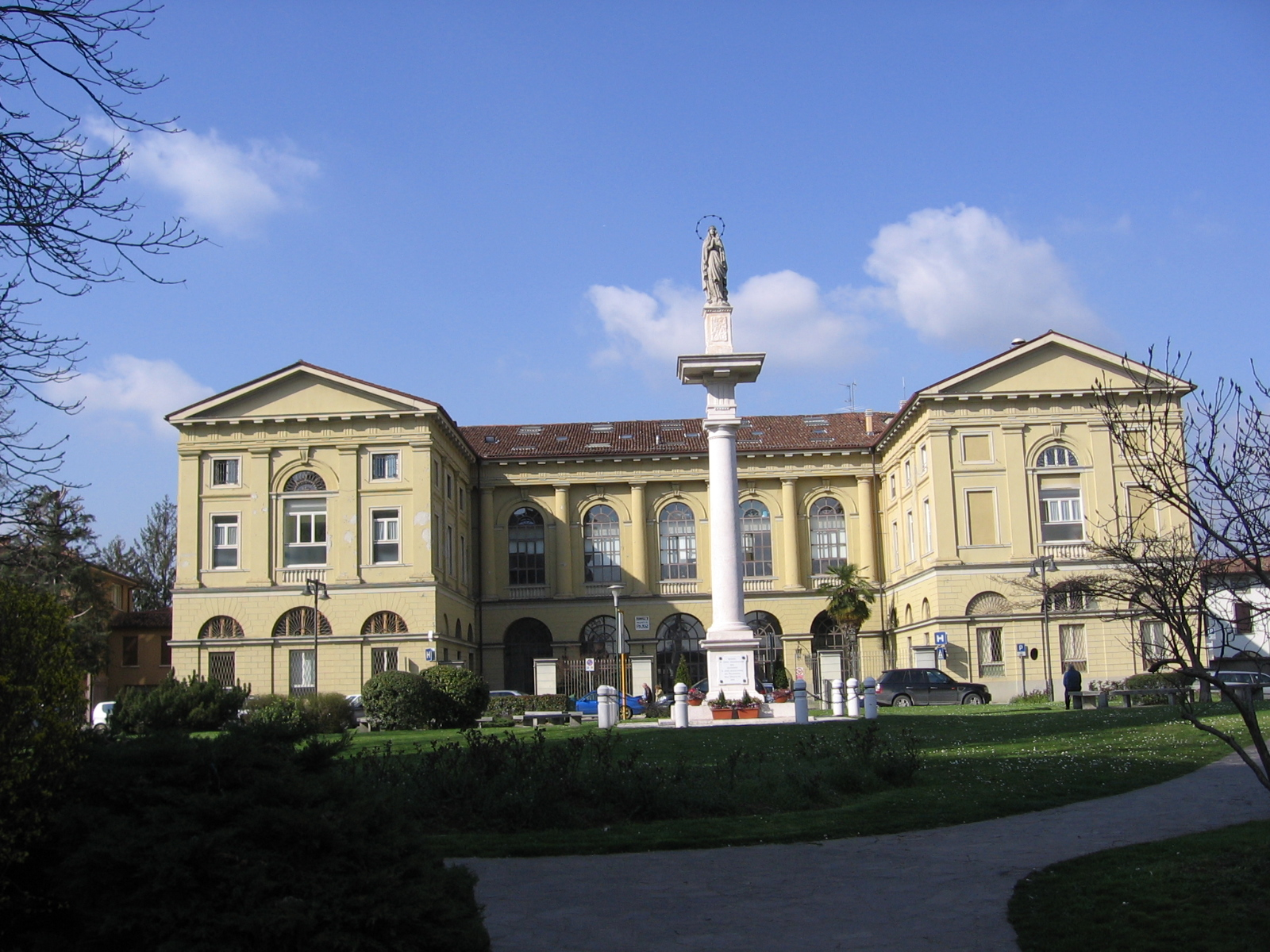
L'ospedale di Calcinate

Calcinate [kalʧiˈnaːte] (Calsinàt [kalsinˈnat] in dialetto bergamasco) è un comune italiano di 6 238 abitanti della provincia di Bergamo in Lombardia. 
Situato nell'alta pianura bergamasca e attraversato dal torrente Zerra, dista circa 15 chilometri, in direzione sud-est, dal capoluogo orobico. Fa parte della Bassa Bergamasca. Ha una superficie territoriale con un'altimetria che varia dai 168 ai 215 m s.l.m.

## Storia
L'origine del paese è pre-romana, e più precisamente celtica, risalente al III secolo a.C. Di tale periodo però non sono stati rinvenuti resti di rilievo, ma l'origine del nome è databile attorno a quel periodo: il suffisso ate (presente in numerosi toponimi della bergamasca) è difatti caratteristico delle popolazioni galliche, mentre il resto del nome deriverebbe dal capo della tribù stanziata in quella zona.
Verso il I secolo, nel pieno della dominazione romana, il paese fu al centro di un'opera di urbanizzazione da parte delle truppe imperiali. Le centurie si stabilirono qui organizzando le strade seguendo lo schema del cardo, con orientamento Nord-Sud, e del decumano, con andamento Est-Ovest. Di conseguenza gli accampamenti erano disposti a margine di tale strade, ed assumevano una disposizione a forma di quadrilatero.
Questa disposizione influì sulle costruzioni dei secoli seguenti, tanto che ancor oggi l'andamento urbano del centro storico ricalca il tracciato delle due antiche direttrici. Il primo documento scritto che attesta l'esistenza di Calcinate risale all'anno 1148, quando in un atto si certifica un accordo tra religiosi della zona e gli homines de Calcinate. L'epoca medievale vide il paese al centro delle lotte tra fazioni guelfe e ghibelline, anche se al riguardo mancano documenti precisi.
Con l'affermarsi della Repubblica di Venezia il paese visse una situazione di tranquillità, anche se nell'anno 1630 la popolazione fu più che dimezzata a causa dell'ondata di peste che colpì l'intera Europa. Dopo l'avvento della Repubblica Cisalpina, a cui passò nel 1797, Calcinate cominciò ad assumere le caratteristiche di borgo agricolo: le coltivazioni predominanti erano quelle di frumento e granoturco, facilitate dalla presenza della roggia Borgogna che scorre dando vita ad una serie di rogge minori quali la roggia Bolghera, il fosso Strada, il Buco Casella, il fosso Calcinate e la roggia Seriola di Calcinate. Restano, ai margini del centro abitato, numerosi esempi di cascinali, alcuni utilizzati, altri caduti in disuso.

### Simboli
Lo stemma riprende il blasone dei Conti Passi variandone gli smalti ed è stato concesso con decreto del presidente della Repubblica del 25 agosto 1953.
(D.P.R. del 25 agosto 1953)
Nonostante la blasonatura ufficiale descriva un campo sbarrato (sei pezzi: tre d'azzurro e tre d'argento), lo stemma utilizzato dal Comune presenta la seconda partizione d'azzurro a tre sbarre d'argento.
Il gonfalone è un drappo interzato in palo di nero, d'azzurro e di bianco.

## Monumenti e luoghi d'interesse

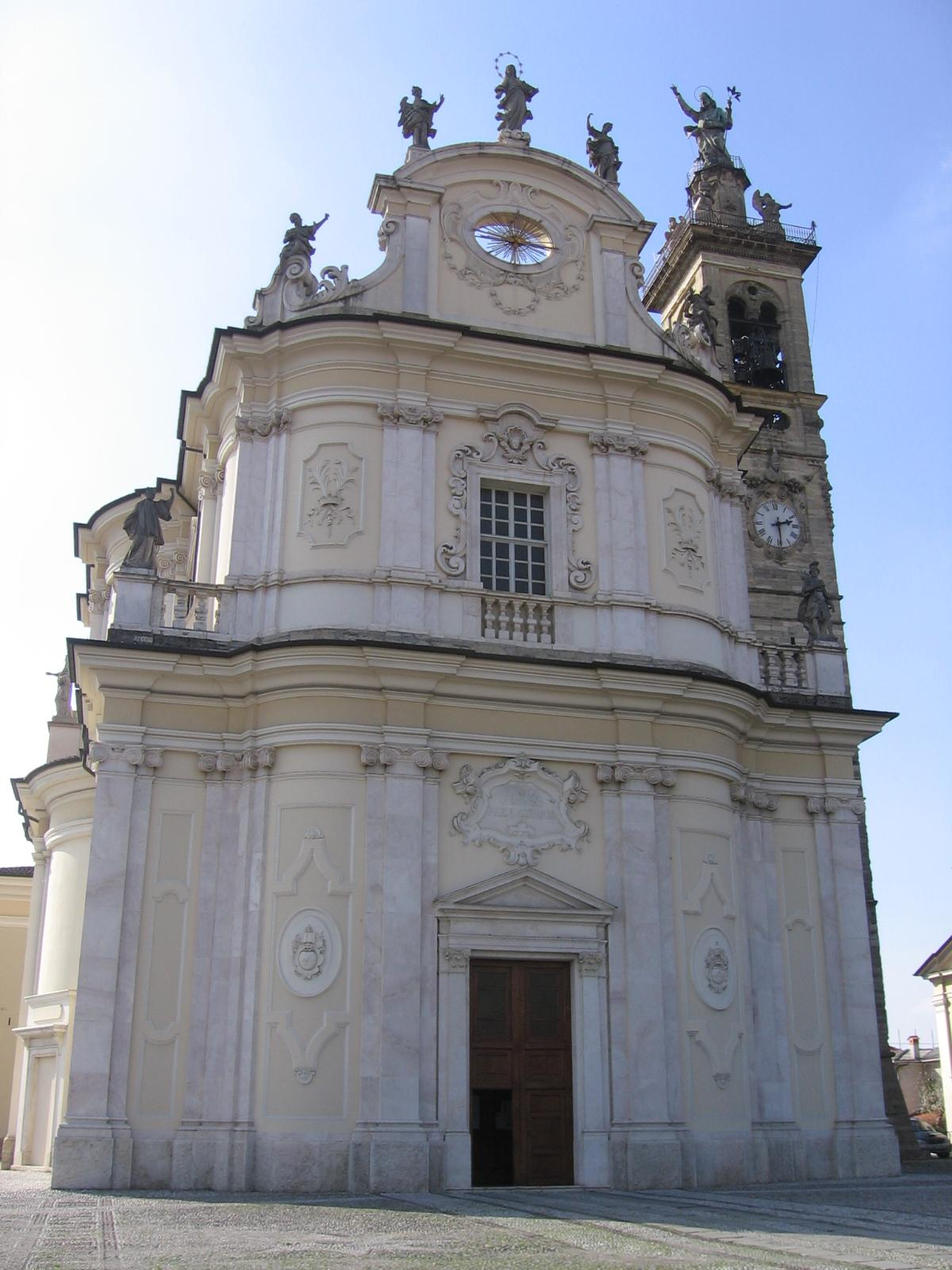
Chiesa parrocchiale

Di indubbio interesse è la chiesa parrocchiale, dedicata a Santa Maria Assunta, nella quale sono terminati nel mese di marzo 2011 i lavori di restauro delle pavimentazioni e la costruzione d'un impianto di riscaldamento.
Edificata in stile barocco su un precedente luogo di culto, ha un concerto di 10 campane in si2 calante e presenta numerose opere di valore, tra le quali spiccano L'Assunta di Francesco Coghetti, la Madonna che porge lo scapolare al Beato Simone Stock e a Papa Onorio III e la Crocifissione tra i santi Valentino e Bonifacio, entrambi di Francesco Capella. Si ricorda che nella chiesa si trova un grande organo, prodotto della famiglia Serassi. Allo scultore Bartolomeo Manni junior di Gazzaniga viene attribuito un altare laterale del 1762, mentre la decorazione a stucco è ascrivibile agli stuccatori Muzio ed Eugenio Camuzio, suo zio.
Merita menzione anche la piccola chiesa dedicata a San Martino. Situata a margine del locale cimitero, presenta uno stile romanico, e risale all'incirca al XIV secolo.
Si ricordano anche i giardini dedicati a don Luca Passi, ristrutturati nel 2015 e che contengono la stele della Madonna.

## Società

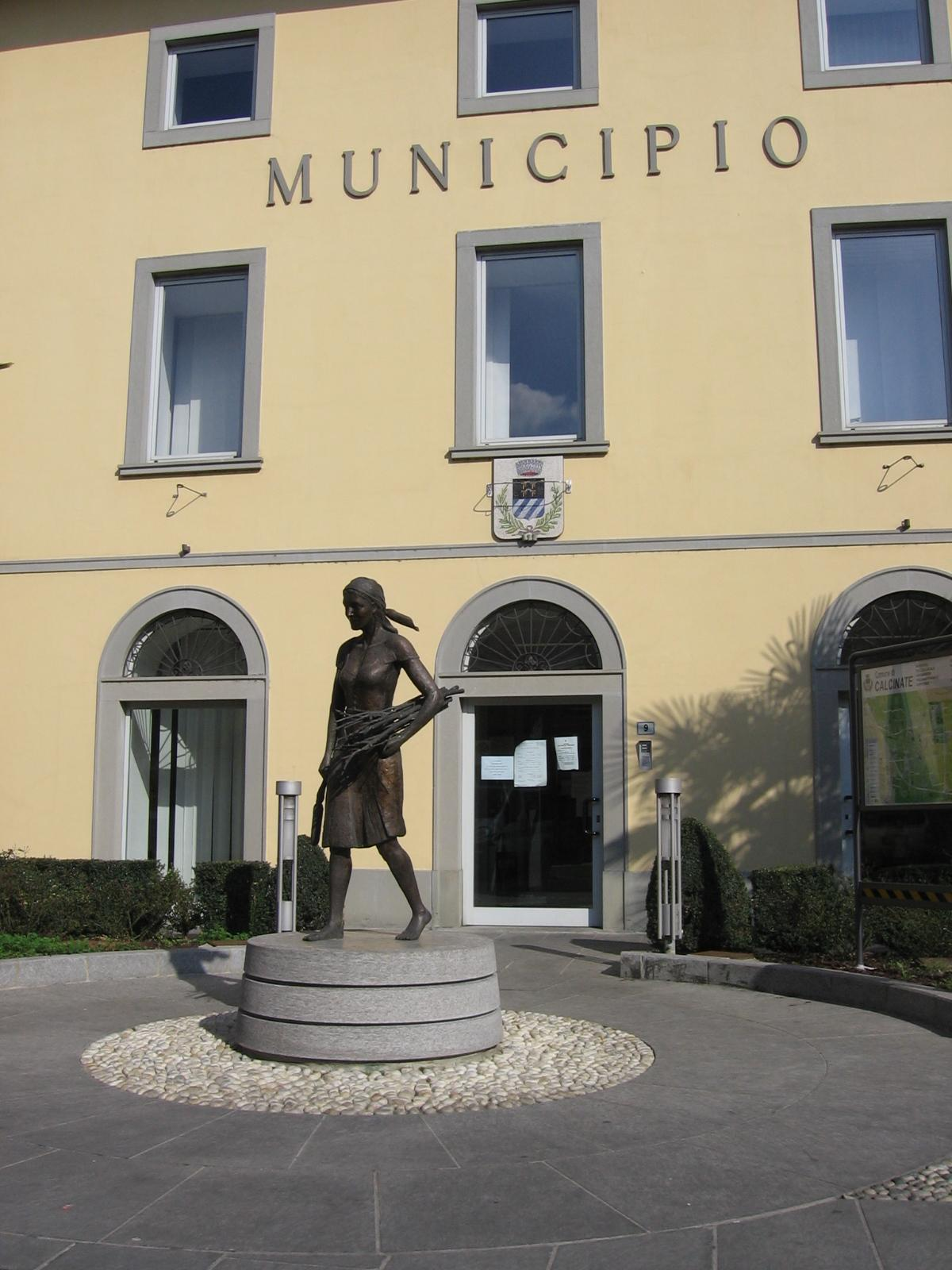
Il municipio

### Evoluzione demografica
Abitanti censiti

## Economia
Di epoca recente, precisamente della seconda metà del XX secolo, sono invece gli insediamenti industriali che hanno contribuito ad un notevole accrescimento economico del paese.

## Infrastrutture e trasporti
Fra il 1884 e il 1931 la frazione Bettole di Cavernago era servita da una fermata posta lungo la tranvia Bergamo-Soncino.